# Plankamira
Die Plankamira (auch Plankermira) ist ein Gipfel im Toten Gebirge. Der Hauptgipfel (2178 m ü. A.) ist gegenüber dem Massiv nach Westen vorgeschoben. Der etwas niedrigere Ostgipfel bildet die Verbindung zum Hochweiß.
Der Aufstieg erfolgt entweder von der Pühringerhütte, von Gößl oder von der Tauplitzalm aus. Im Winter ist die Plankamira ein beliebter Schitourenberg.